# Port lotniczy Boke Baralande
Port lotniczy Boke Baralande (IATA: BKJ, ICAO: GUOK) – port lotniczy położony w Boke. Jest jednym z największych portów lotniczych w Gwinei.